# Medientechnologe Druck

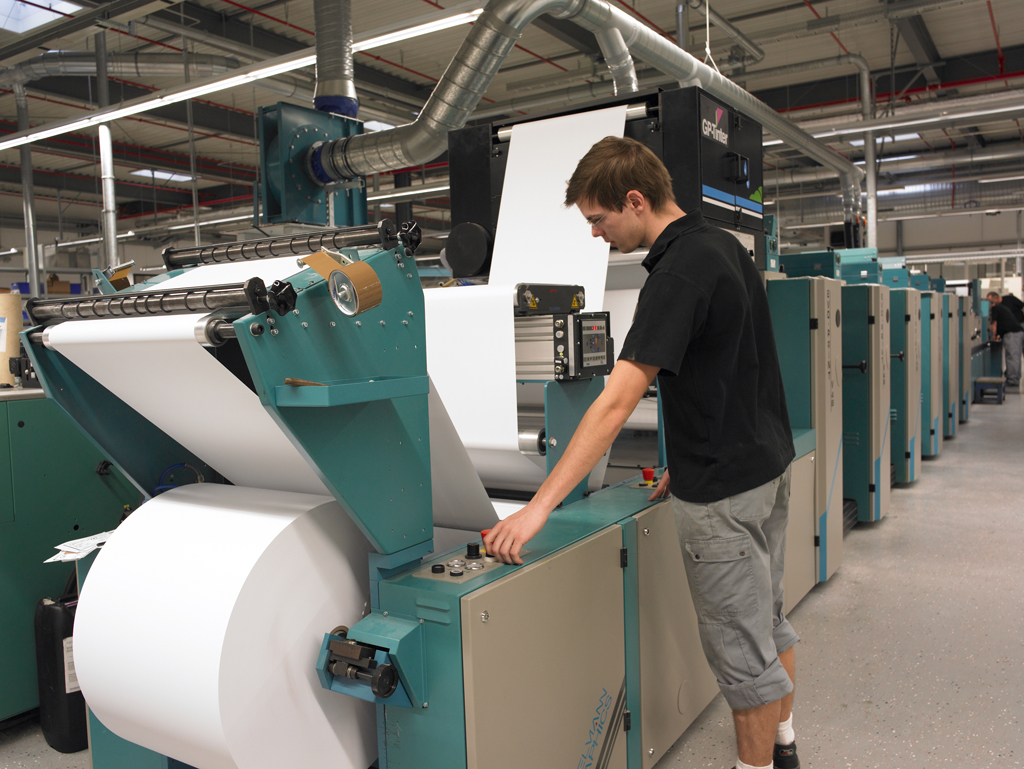
Arbeitsplatz eines Medientechnologen Druck

Der Medientechnologe Druck ist seit dem 1. August 2011 in Deutschland ein neuer staatlich anerkannter Ausbildungsberuf nach Berufsbildungsgesetz (BBiG) und Handwerksordnung. Er ersetzt den Ausbildungsberuf Drucker, dessen Ausbildungsvorschriften aus dem Jahr 2000 stammen und veraltet sind.

## Ausbildungsdauer und Struktur

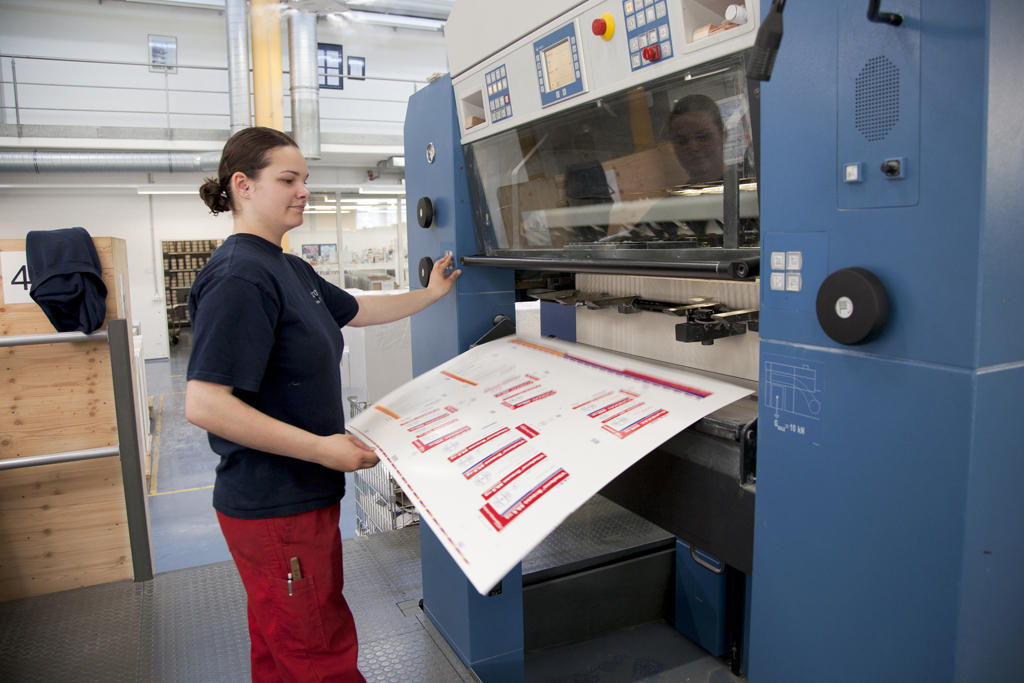
Medientechnologin Druck am Arbeitsplatz

Die Ausbildungsdauer zum Medientechnologen Druck beträgt drei Jahre. Die Ausbildung erfolgt an den Lernorten Betrieb und Berufsschule.
Die bisherigen Fachrichtungen Flachdruck, Hochdruck, Tiefdruck und Digitaldruck entfallen.
Die Wahlqualifikationseinheiten, die bislang in den Fachrichtungen für eine Flexibilität der Ausbildung sorgten, bleiben als Strukturelement allerdings bestehen. Sie sind so zugeschnitten worden, dass Berufsprofile für die folgenden Bereiche entstehen:
1. Akzidenz-Rollenoffsetdruck
2. Bogenoffsetdruck
3. Dekortiefdruck
4. Digitaldruck
5. Etiketten-Rollendruck
6. Formulardruck
7. Flexodruck
8. großformatiger Digitaldruck
9. Illustrationstiefdruck
10. künstlerische Druckverfahren
11. Tapetendruck
12. Verpackungsdruck
13. Zeitungsdruck

Die bisher vorhandenen Wahlqualifikationseinheiten werden mit neuen Inhalten belegt. So wird die Datenvorbereitung für den Digitaldruck, die Leitstandtechnik, aber auch die Maschinentechnik, künftig eine größere Rolle spielen.
Der bisher verwendete Arbeitstitel ‚Drucktechnologe’ kommt damit nicht zum Einsatz.

## Zwischen- und Abschlussprüfung

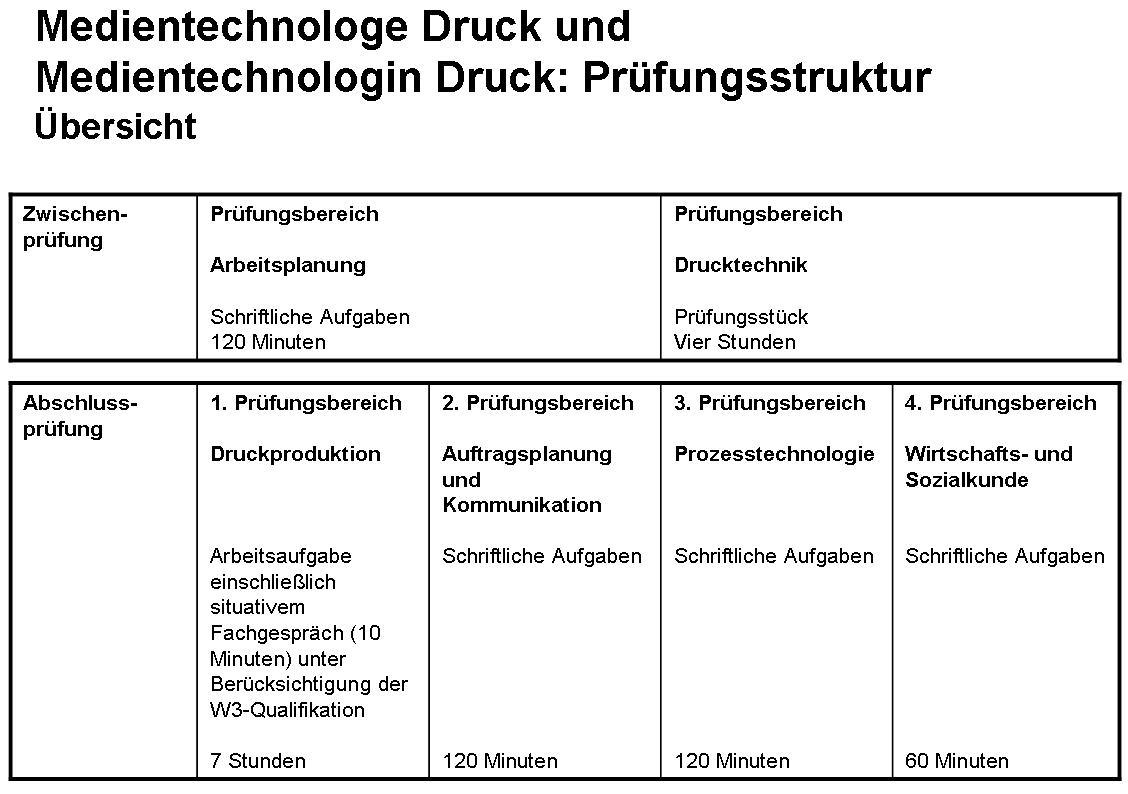
Übersicht der Prüfung zum Medientechnologen Druck

In diesem Beruf findet eine konventionelle Zwischen- und Abschlussprüfung statt (d. h. keine gestreckte Abschlussprüfung). Die Zwischenprüfung dient dazu, den Ausbildungsstand des Auszubildenden zu ermitteln. Sie soll ihm eine Information darüber geben, wo mögliche Defizite liegen, die bis zur Abschlussprüfung auszugleichen sind. Mit der Abschlussprüfung soll festgestellt werden, ob der Auszubildende die berufliche Handlungsfähigkeit erworben hat. Er soll nachweisen, „dass er die erforderlichen beruflichen Fertigkeiten beherrscht, die notwendigen beruflichen Kenntnisse und Fähigkeiten besitzt und mit dem im Berufsschulunterricht zu vermittelnden, für die Berufsausbildung wesentlichen Lehrstoff vertraut ist. Die Ausbildungsordnung ist zugrunde zu legen.“ Die Prüfungsaufgaben werden vom ZFA Druck-Medien bereitgestellt. Die Prüfung findet vor einer IHK statt, wenn die Ausbildung in einem Industriebetrieb stattfindet. Falls in einem Handwerksunternehmen ausgebildet wird, dann ist die Handwerkskammer für die Durchführung der Prüfung verantwortlich.

### Zwischenprüfung
Die Zwischenprüfung umfasst die Inhalte der ersten drei Ausbildungshalbjahre und soll vor dem Ende des zweiten Ausbildungsjahres stattfinden. Es sind die beiden Prüfungsbereiche Arbeitsplanung und Drucktechnik vorgesehen.
Im Prüfungsbereich Arbeitsplanung soll der Auszubildende Arbeitsschritte planen, Arbeitsmittel festlegen, Materialien auswählen, Anforderungen des Arbeits-, Gesundheits- und Umweltschutzes sowie der Wirtschaftlichkeit berücksichtigen, Druckdaten oder Druckformen übernehmen und prüfen, Produkt- und Prozessdaten im Planungsprozess umsetzen, Einrichte- und Steuerungsprozesse an Druckmaschinen planen, dabei Wechselwirkungen von Materialien, Druckfarben, Bedruckstoffen und Druckmaschinen im Druckprozess berücksichtigen und druckspezifische Berechnungen durchzuführen. Dieser Nachweis erfolgt durch die Bearbeitung schriftlicher Aufgaben in einem Umfang von 120 Minuten.
Im Prüfungsbereich Drucktechnik stellt er ein Prüfungsstück her und dokumentiert seine Arbeiten. Für diese Aufgabe hat er vier Stunden Zeit. Er soll dabei zeigen, dass er Druckmaschinen auftragsbezogen einrichten, das Druckergebnis unter Berücksichtigung von Druckfarben, Bedruckstoffen und Maschineneinstellungen abzustimmen und den Fortdruck starten, Druckprozesskontrollen während des Fortdrucks durchführen; Parameter zu messen, prüfen und Ergebnisse dokumentieren sowie den Druckprozess und das Druckergebnis optimieren kann.

### Abschlussprüfung
Die Abschlussprüfung besteht aus vier Prüfungsbereichen:
| Prüfungsbereich                   | Gewichtung |
| --------------------------------- | ---------- |
| Druckproduktion                   | 50 %       |
| Auftragsplanung und Kommunikation | 20 %       |
| Prozesstechnologie                | 20 %       |
| Wirtschafts- und Sozialkunde      | 10 %       |

#### Prüfungsbereich Druckproduktion
Der Prüfungsteilnehmer führt in sieben Stunden eine Arbeitsaufgabe durch. Dabei wird die im Ausbildungsvertrag festgelegte Wahlqualifikationseinheit berücksichtigt. Außerdem wird ein situatives Fachgespräch geführt, das maximal zehn Minuten dauert.
Er zeigt dabei, dass er Druckmaschinen hinsichtlich ihrer Grundeinstellung justieren und maschinentechnische Zusammenhänge bei Funktionsprüfungen berücksichtigen, die für Arbeitsaufträge benötigten Vorgaben und Materialien zum Einrichten von Druckmaschinen beschaffen und Druckaufträge starten kann. Weiterhin wird nachgewiesen, dass Druckergebnisse visuell und messtechnisch geprüft und beurteilt, bei Eingriffen in den Produktionsablauf die Wirkungszusammenhänge innerhalb von Druckmaschinen sowie im Hinblick auf das zu erzielende Druckergebnis berücksichtigen und in sein Handeln einbezogen werden kann. Er soll außerdem zeigen, dass er in der Lage ist, Druckauflagen in der vorgegebenen Qualität termingerecht herzustellen und seine Arbeiten mit praxisüblichen Unterlagen dokumentieren kann.

#### Prüfungsbereich Auftragsplanung und Kommunikation
Der Prüfungsteilnehmer bearbeitet in 120 Minuten schriftlich Aufgaben zu folgenden Themengebieten:
- Kundenorientierte Planung und Dokumentation von Arbeitsabläufen unter Beachtung wirtschaftlicher, technischer, organisatorischer und personeller Vorgaben,
- Planung von Arbeitsschritten unter Einbeziehung von Informationen der vor- und nachgelagerten Produktionsbereichen,
- Auswertung von Maschinendaten, Zusammenstellung und Sicherung der Daten für die Auftragsdokumentation,
- Berücksichtigung der Eigenschaften von Materialien, Druckfarben und Bedruckstoffen sowie deren Wechselwirkungen untereinander und mit den eingesetzten Druckmaschinen,
- Durchführung planungsrelevanter Berechnungen.

#### Prüfungsbereich Prozesstechnologie
Der Prüfungsteilnehmer bearbeitet in 120 Minuten schriftlich Aufgaben zu folgenden Themengebieten:
- Unterscheidung von Druckverfahren hinsichtlich ihrer Einsatzgebiete und Zuordnung zu Hauptproduktgruppen,
- Berücksichtigung und Nutzung betrieblicher Rahmenbedingungen und Produktionsvorgaben beim Einsatz verfahrensspezifischer Parameter sowie der Produktionsbedingungen in Bezug auf Druckmaschinen, Materialien, Bedruckstoffe, Druckfarben einschließlich Farbmischsysteme sowie Trocknung,
- Anwendung qualitätssichernder Maßnahmen für die Optimierung von Druckergebnissen, Nutzung prozessbezogener Mess- und Kontrollelemente,
- Nutzung der sich aus den eingesetzten Techniken ergebenden Produktionsmöglichkeiten,
- Berücksichtigung von Anforderungen der Druckweiterverarbeitung,
- Beurteilung der Funktionen von Maschinenelementen sowie Maßnahmen zur Instandhaltung von Maschinen und Anlagen,
- Durchführung prozessbezogener Berechnungen.

#### Prüfungsbereich Wirtschafts- und Sozialkunde
Der Prüfungsteilnehmer bearbeitet in 60 Minuten schriftlich Aufgaben. Er weist nach, dass er allgemeine wirtschaftliche und gesellschaftliche Zusammenhänge der Berufs- und Arbeitswelt darstellen und beurteilen kann.

#### Bestehensregelung
Die Prüfung ist bestanden, wenn die Leistungen im Gesamtergebnis mit mindestens ausreichend, im Prüfungsbereich Druckproduktion mit mindestens ausreichend, in mindestens zwei weiteren Prüfungsbereichen mit mindestens ausreichend und in keinem Prüfungsbereich mit ungenügend bewertet worden sind.

#### Mündliche Ergänzungsprüfung
Eine mündliche Ergänzungsprüfung von etwa 15 Minuten Dauer ist in den Prüfungsbereichen „Auftragsplanung und Kommunikation“, „Prozesstechnologie“ oder „Wirtschafts- und Sozialkunde“ möglich, wenn damit die Abschlussprüfung bestanden werden kann. Voraussetzung ist, dass diese Prüfungsbereiche mit schlechter als ausreichend bewertet wurden. Eine mündliche Ergänzungsprüfung zur Verbesserung der Note ist nicht möglich.

## Kodifizierte Zusatzqualifikationen
Die Ausbildungsordnung sieht vor, dass eine nicht gewählte Wahlqualifikationseinheit als Zusatzqualifikation separat geprüft werden kann.

## Sonstiges
Im Zuge der Neuordnung wurde der handwerkliche Ausbildungsberuf des Steindruckers aufgehoben. Eine Untersuchung des BiBB hatte ergeben, dass der Beruf „quantitativ unbedeutend sei, kein ausreichender Bedarf vorliegt und eine sinnvolle Beschulung derzeit nicht möglich ist.“ Über die Einbeziehung künstlerischer Druckverfahren als Wahlqualifikationseinheit gelang es, auf den Steindrucker zu verzichten und die Qualifikationen in den Medientechnologen Druck zu integrieren.